# Thép Mới
Hà Văn Lộc (1925-1991) một nhà văn, một trong những nhà báo nổi tiếng tại Việt Nam, chuyên viết về đề tài Chiến tranh Đông Dương và Chiến tranh Việt Nam. Một số bút danh của ông được biết đến là Phượng Kim, Hồng Châu, và Thép Mới.

## Xuất thân
Ông tên thật là Hà Văn Lộc, sinh ngày 15 tháng 2 năm 1925, mất ngày 28 tháng 8 năm 1991 tại thành phố Hồ Chí Minh. Quê quán của ông ở phường Quảng An, quận Tây Hồ, Hà Nội. Ông có một người em trai tên là Hà Văn Trường, về sau được nhiều người biết đến với tư cách nhà báo Hồng Hà.
Thuở nhỏ, ông cùng em trai học ở Nam Định đến trung học. Ngay lúc còn là học sinh, ông đã tham gia các hoạt động xã hội, phong trào học sinh yêu nước. Tại đây, ông làm quen với các bạn học Đặng Xuân Khu, Phan Đình Đống, Phạm Văn Cương... những người về sau là các lãnh đạo cao cấp của Đảng Cộng sản Việt Nam. Năm 1938, ông gia nhập Đoàn Thanh niên Dân chủ Đông Dương. Thời gian này, ông bắt đầu viết bài cộng tác với báo với bút danh Phượng Kim.

## Hoạt động cách mạng
Năm 1943, ông lên Hà Nội học đại học ngành Luật khoa. Được sự giới thiệu của các bạn học cũ, ông tham gia hoạt động trong Kỳ bộ Bắc Kỳ của Đoàn Thanh niên Cứu quốc. Sau khi Nhật đảo chính Pháp ngày 9 tháng 3 năm 1945, trường tạm ngưng hoạt động, ông trở về Nam Định hoạt động bí mật trong Hội văn hóa cứu quốc tỉnh Nam Định, tham gia viết cho tờ "Tự trị" của phong trào sinh viên yêu nước chống Nhật.
Cách mạng tháng Tám thành công, ông được người bạn cũ Đặng Xuân Khu, lúc này mang bí danh Trường Chinh, Tổng bí thư Đảng Cộng sản Đông Dương, mời ra Hà Nội cộng tác, viết bài cho báo "Cờ giải phóng". Cũng chính tại đây, bút danh Thép Mới xuất hiện lần đầu tiên với bài "Trung thu độc lập". Và cũng trong năm 1945, với bí danh "Hồng", ông được kết nạp Đảng Cộng sản, lúc này đang rút vào bí mật dưới tên gọi công khai là "Hội nghiên cứu Chủ nghĩa Mác ở Đông Dương". Đây cũng là nguồn gốc của bút danh Hồng Châu và của em ông là Hồng Hà.
Tháng 12 năm 1946, ông chuyển sang công tác ở báo "Cứu quốc", bấy giờ do Xuân Thủy làm Chủ nhiệm. Em trai Hà Văn Trường của ông cũng công tác tại đây với vai trò phóng viên thời sự.
Năm 1947, ông một lần nữa chuyển cơ quan, trở thành biên tập viên, phóng viên báo "Sự thật". Từ tháng 2 năm 1951, ông công tác ở báo "Nhân dân". Từ năm 1962, ông tham gia Ban Chấp hành Hội Nhà văn Việt Nam liên tục 2 nhiệm kỳ 2 và 3. Năm 1964, ông là đặc phái viên của báo "Nhân dân" ở chiến trường Miền Nam. Từ 1968 đến 1971, ông được cử là Ủy viên Ban Tuyên huấn Trung ương Cục Miền Nam, kiêm Tổng biên tập báo "Giải phóng". Năm 1972, ông là Phó Tổng biên tập báo "Nhân dân". Ông giữ chức vụ này cho đến khi nghỉ hưu vào năm 1988. Ông cũng từng là chuyên viên trong tổ giúp việc cho Bí thư Thành ủy Sài Gòn Võ Văn Kiệt.
Sau khi nghỉ hưu, ông vào sống tại Thành phố Hồ Chí Minh và vẫn tiếp tục công tác với báo "Nhân dân" với cương vị bình luận viên cao cấp cho đến lúc qua đời vào ngày 28 tháng 8 năm 1991.

## Các tác phẩm Thép Mới
- Tuyên ngôn Đảng Cộng sản, của Karl Marx và Friedrich Engels (1946, cùng dịch với Lê Văn Lương hiệu đính)
- Kháng chiến sau lũy tre, trên đồng lúa (Bút ký, 1947)
- Ý nghĩ người phóng viên kháng chiến (Bút ký, 1948)
- Trách nhiệm (bút ký, 1951)
- Thời gian ủng hộ chúng ta, tùy bút của Ilya Ehrenburg (dịch, 1954)
- Hữu nghị (bút ký, 1955)
- Thép đã tôi thế đấy, tiểu thuyết của Nikolai Ostrovsky (dịch, 1955)
- Như anh em một nhà (bút ký, 1957)
- Hiên ngang Cu Ba (bút ký, 1962)
- Điện Biên Phủ, Một danh từ Việt Nam (bút ký, 1964)
- Trường Sơn hùng tráng (bút ký, 1967)
- Ngữ văn 6 hiện lưu hành ở trường THCS tại Việt Nam.
- Nguyễn Ái Quốc đến với Lê Nin (thuyết minh phim, 1980)
- Đường về Tổ quốc (thuyết minh phim, 1980).
- Thời dựng Đảng (bút ký, 1984)
- Từ Điện Biên Phủ đến 30 tháng 4 (bút ký, 1985)
- Năng động Hồ Chí Minh (bút ký, 1990)
- Cây tre Việt Nam
- Trung thu độc lập

## Trích đoạn
Đêm nay, anh đứng gác ở trại. Trăng ngàn và gió núi bao la khiến lòng anh man mác nghĩ tới Trung thu và nghĩ tới các em... Trăng đêm nay sáng quá. Trăng đêm mai còn sáng hơn. Anh mừng cho các em và nghĩ tới các em, nghĩ tới ngày mai của các em, lòng anh bị kích thích, hăng hái, dạt dào. Anh nắm chắc lấy súng. Lúc này, anh dám chấp cả một đại đội quân thù...
—Thép Mới
, "Trung thu độc lập", Báo Cờ giải phóng

## Giải thưởng
- Huân chương Kháng chiến hạng Nhất
- Huân chương Độc lập hạng Nhất
- Huân chương Chiến thắng hạng Nhất
- Bông hoa trinh sát và Hoa pháo tép - giải thưởng thơ tuần báo Văn nghệ 1974- 1975.
- Những mẩu vụn bánh mì và Trước sân vườn nhà ta - giải thưởng thơ tuần báo Văn nghệ 1990 - 1991.
- Bờ ve ran (tập thơ) giải thưởng Hội đồng văn học thiếu nhi, Hội Nhà văn Việt Nam.